# Mozak
Mozak je središte živčanog sustava svih kralježnjaka i većine bezkralježnjaka. Mozak je najvažniji organ za čovjekovu sposobnost razmišljanja.
Anatomija mozga je dobro istražena i vrlo je slična među različitim vrstama. Glavne razlike su u relativnoj veličini različitih dijelova mozga i u relativnom broju živčanih stanica - neurona - koji su povezani u informacijsku mrežu mozga. Mozak je s ostatkom tijela povezan živcima, od kojih je zapravo glavni kralježnična moždina (duga otprilike 45 cm).
Živčana stanica (neuron) se sastoji od tijela i ogranaka. Na tijelu živčane stanice možemo uočiti više kratkih ogranaka zvanih dendriti i jedan dugi ogranak zvan neurit ili akson. Pomoću kratkih ogranaka (dendrita) neuron prima informacije iz svoje okoline, dok mu dugi ogranak (neurit, akson) služi da bi dijelovao na svoju okolinu, t.j. proslijedio informacije drugim stanicama (živčanim, mišićnim, itd.). Stanično tijelo osigurava osnovne biološke funkcije i homeostazu neurona, baš kao i kod svake druge žive stanice. Tijelo živčane stanice uključuje i jezgru u kojoj se nalazi DNK i uz pomoć ekspresije čijih gena živčana stanica uspostavlja i regulira svoju funkciju. Zbog popularnosti kompjuterske metafore, ta se funkcija često opisuje kao "procesiranje informacija". Živčane stanice povezane su najčešće sinapsama, koje između ostalog sadrže i procijep tako da se stanice ne dodiruju direktno, već komuniciraju izmijenom kemikalija. Brojne stanice i njihovi ogranci čine bogatu mrežu koja ima strukturu "maloga svijeta" i koja u konačnoj cjelini čini živčani sustav. 
Do danas je prikupljena velika količina informacija o tome kako funkcionira živčana stanica i kako izmjenjuje informacije. U tom procesu, važnu ulogu imaju tehnike snimanja električne aktivnosti unutar živčanih stanica i u među staničnom prostoru. Isto tako, funkcije pojedinih dijelova mozga su dobro istražene i taj proces se u ovom trenutku nastavlja velikom brzinom zbog sve veće dostupnosti neinvazivnog snimanja moždane aktivnosti uz pomoć funkcionalne magnetske rezonancije. Istraživanje mozga je danas jedno od najzastupljenijih područja znanstvenog istraživanja uopće. 
Istraživanje mozga se može okarakterizirati kao interdisciplinarno. Istraživači mozga nisu samo biolozi ili medicinari već gotovo jednako važnu ulogu igraju psiholozi, fizičari, informatičari, matematičari i filozofi. Svaki od njih, sa svojim specifičnim znanjima i vještinama, doprinosi sveukupnom znanju o tome kako funkcionira mozak i kako fiziološki procesi na nivou neurona dovode do ponašanja i subjektivnoga doživljavanja na nivou cjelokupnog sustava.
Međutim, unatoč velikom broju znanstvenih radova, progresu u tehnikama istraživanja i interdisciplinarnom pristupu, još uvijek ne možemo reći da znamo kako mozak u potpunosti funkcionira. Najvažnija pitanja o tome kako fizikalno (živčane stanice) dovodi do psihološkog (ponašanje i doživljavanje) još uvijek nemaju zadovoljavajuće odgovore.